# Kruis van Verdienste voor Vrouwen en Maagden

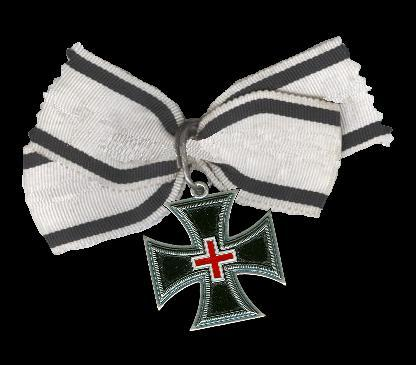
Kruis van Verdienste voor Vrouwen en Maagden 1871. Particuliere verzameling Groningen.

Standaard van de Duitse keizerin

Het Kruis van Verdienste voor Vrouwen en Maagden (Duits: "Ehrenkreuz für Frauen und Jungfrauen"), dat wordt gedragen aan het lint van de vredesklasse van het IJzeren Kruis, werd op 22 maart 1871 door keizer Wilhelm I, keizer van Duitsland, in zijn hoedanigheid van koning van Pruisen, ingesteld.
Het is een onderscheiding die alleen aan vrouwen werd uitgereikt en diende ter beloning van "de grootse opofferende werkzaamheid die vrouwen, getrouwd en ongetrouwd, in heel Duitsland voor het leger en de familieleden van de soldaten hebben ontplooid". Het was aan keizerin Augusta om voordrachten te doen, de keizer verleende de onderscheiding. Het kruis van de onderscheiding, het is geen damesorde in engere zin, gelijkt sterk op dat van het IJzeren Kruis, maar is van zwart gemaakt zilver vervaardigd.
Op de keerzijde zijn een koningskroon, de ineengestrengelde monogrammen 'A' en 'W' en de jaartallen 1870/1871 te zien. Het kruis wordt aan een strik op de linkerborst gedragen en werd na 1871 niet meer verleend.